# Ats Bonninga
Ats Bonninga of Ath Bonninga (vermoedelijk Loënga, ? – na 1494) verdedigde haar stins in het dorp Warns. In de negentiende eeuw werd zij geëerd als Friese heldin.

## Levensloop
Ats Bonninga was een dochter van Lo(u)w Broers Bonninga en Hylck Feyckesd. van Harinxma thoe Slooten. Low Broers was een Friese edelman die behoorde tot de Schieringers, die verwikkeld waren in twisten in Groningen en Friesland tussen de Schieringers en Vetkopers. Ats trouwde met Jelmer Ottes Sytsma.
Volgens literatuur uit de negentiende eeuw kregen zij een zoon Otto, maar omdat hij in eerdere kronieken niet wordt genoemd, is onduidelijk of hij echt heeft bestaan.
Ats Bonninga en Jelmer Ottes Sytsma woonden in een stins in Warns. Na 1492 richtten de Vetkopers ook een stins op in Warns. Hierover ontstond strijd. Tijdens de strijd kwam een zoon van Douwe Galama, de leider van de Vetkopers, om het leven. Daarop belegerden de Vetkopers de stins van de Schieringer Jelmer Sytsma. Alleen Ats Bonninga was op dat moment aanwezig. Tijdens schermutselingen, op 15 september 1494, tussen Warns en Harich werden enkele mannen gedood en anderen gevangengenomen. De vader van Ats Bonninga stierf en haar echtgenoot werd gevangengenomen. Douwe Galama eiste dat Ats Bonninga de stins overgaf. Zij besloot de stins te verdedigen, zodat onderhandelingen konden plaatsvinden. Enkele priesters bemiddelden tot er een akkoord kwam. Dat bestond eruit dat Ats Bonninga de stins moest opgeven en haar echtgenoot in ruil daarvoor werd vrijgelaten. De Vetkopers braken de stins af en Ats Bonninga en Jelmer Sytsma vertrokken als ballingen uit Warns. Over hun verdere levensloop is niets bekend.

## Reputatie
Ats Bonninga heeft haar reputatie te danken aan Arent van Halmael, die in 1830 een treurspel over haar schreef. Hij eerde daarin de kracht die in haar en andere vrouwen schuilt. Aan de oostkant van het dorp Warns is een straat naar Ats Bonninga vernoemd.